# Amanita ponderosa
A Amanita ponderosa, vulgarmente designada de silarca, cilerca, cogumelo ou tortulho, é uma espécie de cogumelo comestível nativo do Sul da Península Ibérica que tem como principal habitat o montado. Esta espécie vive em simbiose com o sobreiro, a azinheira e algumas espécies de cistáceas.

## Espécies semelhantes
É um cogumelo com elevado valor gastronómico mas que pode ser confundido com outras espécie de amanitas tóxicas como a Amanita verna e a Amanita phalloides.

## Boas práticas
Dado o seu valor gastronómico a procura por esta espécie tem vindo a aumentar o que se torna um factor de risco, pois os lugares onde cresce costumam ser muito localizados.
- Evitar colher o cogumelo muito imaturo (em estado de “ovo”);[3]
- Não utilizar ferramentas que danifiquem o solo envolvente, como enxadas e pás;[3]
- Utilizar cestos em vez de sacos de plástico durante a colheita dos mesmos pois o saco de plástico impede que os esporos se libertem.[3]